# Square Dorchester
 (juin 2025).
Si vous disposez d'ouvrages ou d'articles de référence ou si vous connaissez des sites web de qualité traitant du thème abordé ici, merci de compléter l'article en donnant les références utiles à sa vérifiabilité et en les liant à la section « Notes et références ».
Le square Dorchester, parfois encore appelé square Dominion, est un parc urbain de Montréal de 11 000 m2. 

## Situation et accès
Le square situé en centre-ville, est bordé à l'est par la rue Metcalfe où l'on retrouve l'Édifice Sun Life, à l'ouest par la rue Peel, l'édifice Dominion Square au nord et le boulevard René-Lévesque au sud. On retrouve au sud du boulevard René-Lévesque la place du Canada.

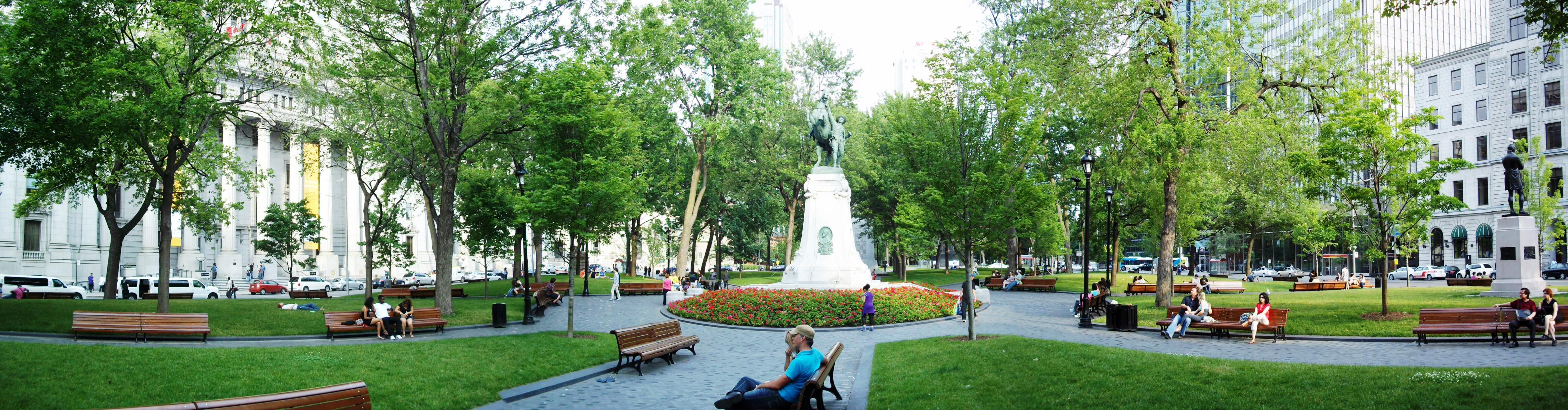
Vue panoramique du square Dorchester.

## Origine du nom
Il rend honneur à Guy Carleton, baron de Dorchester.

## Historique
Amorcé à la fin de 1872, le premier aménagement formel du square se termine en 1880. Le square Dorchester et la place du Canada formaient alors une même entité appelée square Dominion.

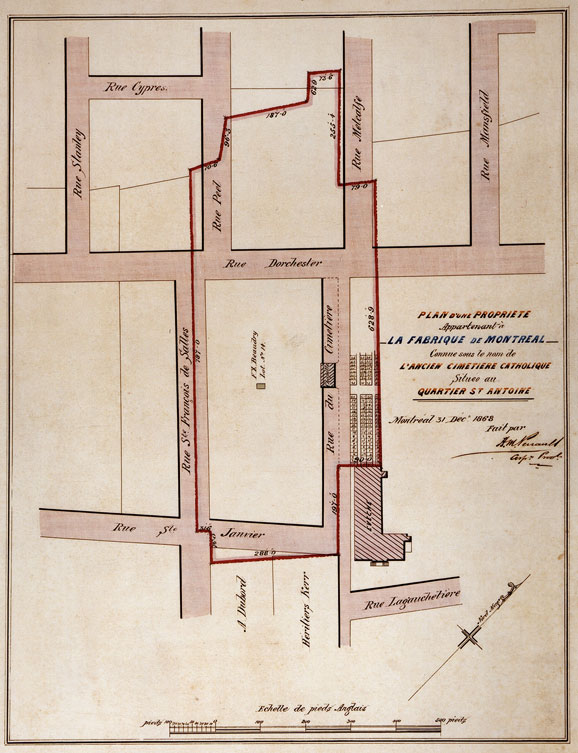
L'ancien cimetière catholique Saint-Antoine (1868)

### Le cimetière Saint-Antoine
En 1795, les administrateurs de la Cité interdisent les inhumations à l'intérieur des fortifications de Montréal pour des raisons de santé publique. La fabrique de la paroisse catholique Notre-Dame de Montréal cherchera quelques années un nouveau site pour recevoir les sépultures avant de faire l'achat, en 1799, de 4 acres (1,6 ha) de terrain dans le faubourg Saint-Antoine au propriétaire terrien Pierre Guy. Une chapelle est érigée dans l'enceinte du cimetière en 1812.  
Ce n'est cependant pas le premier cimetière du secteur : dès 1776, on procède à l'inhumation de David Lazarus dans le cimetière Shearith Israël, premier lieu de sépulture juif d'Amérique du Nord. Le cimetière juif se trouvait à l'ouest du cimetière catholique, sur le site actuel de l'église Saint-Georges. 
La deuxième pandémie mondiale de choléra frappe en 1832 et fait pas moins de 1900 victimes à Montréal. La médecine de l'époque est démunie face à ce fléau : chaque jour, l'armée britannique tire du canon pour « nettoyer l'air ». Dans ce contexte, on décide qu'il faut exhumer les restes humains du Vieux-Montréal pour les éloigner de la ville. Le cimetière Saint-Antoine est agrandi. 
La deuxième moitié du XIXe siècle voit les alentours se transformer en quartier résidentiel populaire, puis aisé. Plusieurs églises protestantes sont érigées pour desservir ces paroissiens : l'église Saint-Patrick en 1847, l'église Erskine Presbyterian en 1863, l'église méthodiste Dominion-Square et l'église Knox en 1865, et l'église anglicane Saint-Georges en 1869, ces trois dernières directement adjacentes au cimetière. 

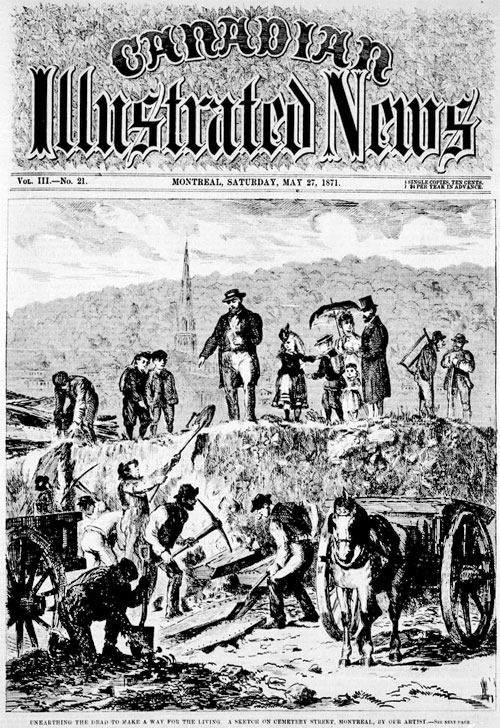
Exhumation des restes humains de l'ancien cimetière Saint-Antoine pour faire place au square Dominion.

Alors que la troisième pandémie de choléra touche Montréal, on décide à nouveau d'éloigner le cimetière, qui sera définitivement installé sur le mont Royal avec l'ouverture, en 1854, du cimetière Notre-Dame-des-Neiges. Le cimetière juif est également transféré sur la montagne, près de l'entrée du cimetière Mont-Royal. Comme on désire lotir l'ancien cimetière en lots à bâtir, on doit procéder à la translation des restes, mais le processus est long et ardu, et les travaux progressent lentement. 
Dans les années 1860, la crainte apparaît que l'exhumation des victimes du choléra entraîne une nouvelle épidémie de cette virulente maladie. La Sanitary Association of Montreal, animée par Phillip Pearsall Carpenter, exige, en accord avec les exigences du mouvement hygiéniste, que l'on mette un terme aux exhumations et que l'on aménage plutôt un parc public. 
En 1871, sous la direction du maire Charles-Joseph Coursol, la Ville de Montréal fait l'acquisition de l'ancien cimetière pour en faire le square Dominion. 

### Le square Dominion

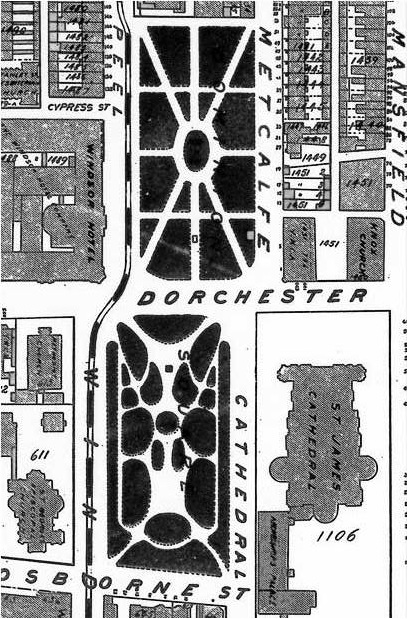
Plan du square Dominion (1907)

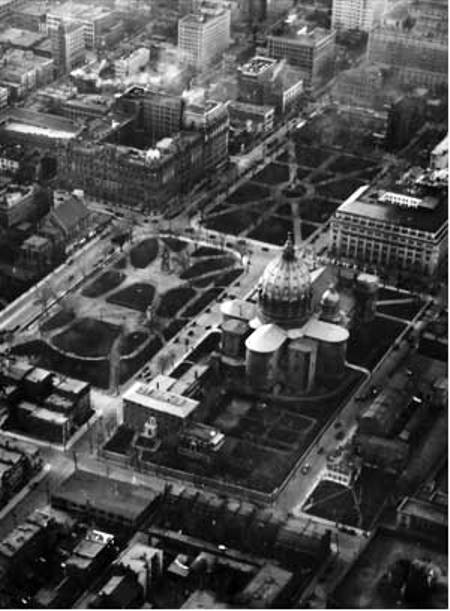
Photo aérienne (1927)

L'aménagement du square est confié à l'inspecteur municipal P. Macquiston et le plan est adopté par le conseil municipal le 9 décembre 1872, moment où le nouvel espace public reçoit le nom de square Dominion, en l'honneur du Dominion du Canada, fondé cinq années auparavant, en 1867. 
Fait unique à Montréal, le terrain est divisé en deux portions qui présentent des compositions stylistiques à la fois complémentaires et très différentes. Terminée en 1876, la portion sud, avec ses allées sinueuses, s'inspire des pittoresques jardins anglais et peut servir de lieu de rassemblement grâce à ses grands espaces dégagés. La portion nord, inaugurée en 1880, s'articule autour d'une symétrie bilatérale qui lui confère un caractère formel commun aux jardins urbains victoriens. 
Rapidement, le lieu accueille de grands événements. En 1883, un regroupement anglophone de raquetteurs, le Club des raquetteurs de Montréal, y organise le premier carnaval d'hiver de Montréal. Les palais de glace érigés sur le square peuvent atteindre des proportions impressionnantes : celui de 1885 nécessite 12 000 blocs de glace et sa tour centrale, illuminée à l'électricité, atteint 30 m. 
À la fin du XIXe siècle, des immeubles prestigieux sont érigés en bordure du square Dominion. En 1878, l'on inaugure l'hôtel Windsor, reconnu pour être le plus luxueux de Montréal, sur la rue Peel.  
En 1870, Ignace Bourget, évêque de Montréal, amorce la construction de la cathédrale Saint-Jacques-le-Majeur adjacente au square. Il souhaite affirmer la présence catholique canadienne-française dans ce qui devient déjà le nouveau centre des affaires de Montréal. La construction, ralentie par des problèmes de financement, s'achève en 1894. 
En 1889, on inaugure la nouvelle gare Windsor. Le square Dominion devient alors un lieu symbolique et une importante porte d'entrée de la ville. On y élève, en 1895, le premier de plusieurs monuments commémoratifs, une statue de John Alexander MacDonald, premier ministre du Canada de 1869 à 1873.
En 1904, la compagnie d'assurances Sun Life pose la première pierre de son nouveau siège social du côté est du square. L'édifice Sun Life sera un des premiers immeubles de bureaux érigés au centre-ville. En 1929, on construit l'édifice Dominion Square, entre la place publique et la rue Sainte-Catherine ouest.
Afin de contrer le chômage engendré par la crise économique de 1929, le maire de Montréal, Camillien Houde lance en 1931 de nombreux projets de travaux publics, dont la construction de toilettes publiques – dérisoirement surnommé camiliennes à l'époque –, dans de nombreux parcs de la ville. Le square Dominion accueillera ainsi un petit pavillon octogonal abritant un escalier menant à des salles de toilette situées au sous-sol. L'édicule, qui existe toujours, abrite aujourd'hui une crèmerie.

### La place du Canada et le square Dorchester
L'élargissement du boulevard Dorchester (renommé « boulevard René-Lévesque » en 1987) en 1955 et de la rue Peel en 1968, ainsi que la construction de bretelles d'accès et des espaces de stationnement qui les accompagnent, retranchent des bandes importantes du square. Ces portions ne seront restituées au square qu'en 2011, lors des travaux de restauration et de rénovation.
En 1967, alors que le Canada célèbre le centenaire de la Confédération, Place du Canada, à la suggestion du Canadien Pacifique, qui construit un hôtel avoisinant, le Château Champlain, renommé Marriott Château Champlain dans les années 90.  
À partir de ce moment, les sections sud et nord du parc porteront des noms différents. 
Effectués la même année, les travaux de construction du Château Champlain et du Métro de Montréal reconfigurent la partie sud de la place du Canada. Une imposante passerelle relie la place au parvis du Château Champlain, sur le toit de son basilaire en béton, tandis que la rue de la Gauchetière passe en diagonale sous le viaduc pour rejoindre la rue Osborne.
À la suite du décès de l'ex-premier ministre du Québec René Lévesque en 1987, le boulevard Dorchester est renommé boulevard René-Lévesque. Le « square Dominion » devient alors le « square Dorchester », afin de préserver la mémoire de Guy Carleton, baron de Dorchester, en l'honneur de qui le boulevard avait été nommé à l'origine.

## Bâtiments remarquables et lieux de mémoire

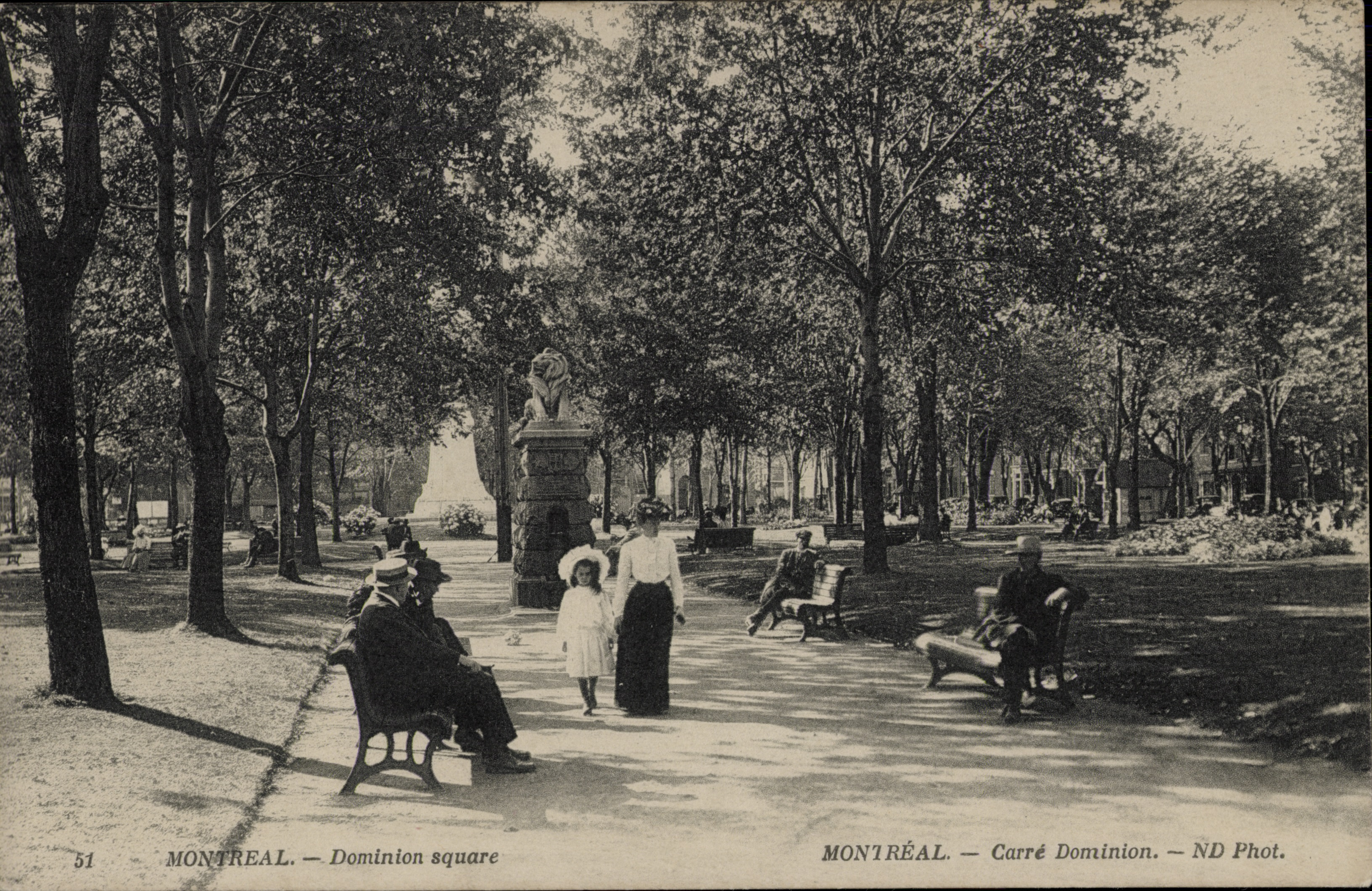
Le square en 1907, carte postale

À la suite d'un rapport très critique d'Héritage Montréal, qui dénonçait l’état lamentable dans lequel se trouvait cet espace public, la Ville de Montréal entreprend en 2009 un vaste chantier de rénovation du square Dorchester et de la place du Canada. Le projet est confié aux +firmes Groupe Cardinal Hardy, Claude Cormier + associés et Teknika HBA, qui proposent un design sobre, qui met en valeur la forme et le langage paysager d'origine, et rappelle la présence de l'ancien cimetière Saint-Antoine par l'insertion discrète de croix dans le pavé. Une attention particulière est apportée à l'éclairage, de façon à créer une ambiance nocturne plus feutrée.
Les travaux sur le square Dorchester s'achèveront en 2011. La rénovation de la place du Canada est toujours en projet; seules les restaurations du monument à sir John A. Macdonald et du Cénotaphe ont eu lieu en 2011. Les travaux pour les deux parcs devraient coûter 23 millions $.
En 2011, la Ville de Montréal a entrepris de constituer, en vertu de la Loi québécoise sur les biens culturels, le site du patrimoine du Square-Dorchester-et-de-la-Place-du-Canada pour commémorer « l'importance de ce site dans l'histoire de Montréal et du Canada, les bâtiments exceptionnels témoignant de l'évolution urbaine et architecturale sur près de deux siècles, le caractère unique du square et de la place, les œuvres d'art et les objets commémoratifs exceptionnels qui s'y trouvent de même que le témoignage politique et civique qu'il représente ».

## Monuments du square Dorchester
- Lion de Belfort (1897), œuvre de George William Hill symbolisant la puissance de l'Empire britannique - fortement inspirée de la sculpture le Lion de Belfort de l'alsacien Auguste Bartholdi, située à Belfort en France et terminée en 1879. Offert par la compagnie Sun Life, dont le siège social donne sur le square, le monument souligne le jubilé de la reine Victoria. Le socle est conçu par l'architecte Robert Findley et s'inspire du socle du lion au square Trafalgar à Londres. Le monument, outre d'évoquer les deux peuples fondateurs, français et britannique, sert également de fontaine[7];
- Monument aux héros de la guerre des Boers (1907), œuvre de George William Hill et seul monument équestre de Montréal;
- Monument à Robert Burns (en) (1930), œuvre de George Anderson Lawson (en);
- Monument à sir Wilfrid Laurier (1953), œuvre d'Émile Brunet.

|  |  |  |  |